# Gianfranco Miletto
Gianfranco Miletto (* 4. März 1960 in Turin) ist ein Judaist, Autor und Privatdozent für Jüdische Studien, der den überwiegenden Teil seiner Laufbahn an deutschen Hochschulen wirkte.

## Biographie
Miletto studierte Altphilologie und Hebraistik/Semitistik an der Universität Turin und promovierte 1991. Zwischen 1996 und 1999 ging er einer Forschungs- und Lehrtätigkeit am Martin Buber Institut für Judaistik der Universität zu Köln nach. 1999 habilitierte er sich an der Martin-Luther-Universität Halle-Wittenberg mit einem Forschungsstipendium der Deutschen Forschungsgemeinschaft. Thema seiner Habilitationsschrift war Die Welt des Wissens, das Wissen der Welt und die Weisheit Israels. Beweggründe, kulturgeschichtlicher Hintergrund und Mittel für die Integration des profanen Wissens in die jüdische Tradition bei Abraham ben David Portaleone (1542–1612). 2003 erhielt Miletto die Lehrbefugnis für das Fach Judaistik/Jüdische Studien an der Martin-Luther-Universität Halle-Wittenberg. Seit 2003 lehrte er Jüdische Studien auch an den Universitäten Düsseldorf, München, Heidelberg und Köln. Zurzeit ist er wissenschaftlicher Mitarbeiter am Lehrstuhl Bibel und Jüdische Bibelauslegung an der Jüdischen Hochschule Heidelberg in einem Forschungsprojekt über Bibelhandschriften mit babylonisch-jemenitischer Punktation.

## Werke (Auswahl)
- L’ Antico Testamento Ebraico nella tradizione babilonese: i frammenti della Genizah. Turin: Silvio Zamorani Editore, 1992.
- Die Heldenschilde des Abraham ben David Portaleone. Frankfurt a. M.: Peter Lang, 2003.
- Glauben und Wissen im Zeitalter der Reformation: Der salomonische Tempel bei Abraham ben David Portaleone (1542–1612) (= Studia Judaica. bd. 27). Berlin/New York: de Gruyter, 2004.
- mit Elias H. Füllenbach (Hgg.): Dominikaner und Juden. Personen, Konflikte und Perspektiven vom 13. bis 20. Jahrhundert. Berlin: de Gruyter, 2015.